# Teodor Leszetycki
Teodor Leszetycki noto anche come Theodor Leschetizky o Theodor Leschetitzky (Łańcut, 22 giugno 1830 – Dresda, 4 novembre 1915) è stato un pianista, compositore e insegnante di pianoforte polacco.

## Biografia
Considerato un bambino prodigio, dopo aver studiato pianoforte a Vienna con Carl Czerny e Simon Sechter, divenne egli stesso insegnante di pianoforte all'età di soli quattordici anni e successivamente, a partire dai diciotto anni, divenne un noto virtuoso di pianoforte nei circoli musicali viennesi. Oltre ad affermarsi nei concerti, divenne un insegnante di pianoforte molto influente, prima al conservatorio di San Pietroburgo, di cui fu cofondatore assieme a Anton Rubinštejn e poi a Vienna.
Tra i suoi allievi ci sono molti dei più noti pianisti del tempo, tra cui Fanny Bloomfield Zeisler, Katharine Goodson, Ignaz Friedman, Paderewski, Artur Schnabel, Alexander Brailowsky, Osip Gabrilovič, Mark Hambourg, Elly Ney, Severin Eisenberger, Mieczysław Horszowski e molti altri. Molti dei suoi allievi divennero noti insegnanti di pianoforte a loro volta, come Izabėla Vengerava, Anna Langenhan-Hirzel, Richard Buhlig e Czesław Marek.
Leszetycki fu anche un compositore; ha scritto oltre venti pezzi per pianoforte, due opere, diversi lieder, e un concerto per pianoforte di un unico movimento.
Si è sposato quattro volte; la sua seconda moglie è stata Annette Essipova (1851-1914), che era stata già sua allieva.
Il 18 febbraio 1906 registrò 12 rulli Welte-Mignon di pezzi per pianoforte, di cui sette suoi originali.